# Contención de bus
Contención de bus, en informática, es un estado indeseable de un bus en el cual más de un dispositivo intenta, al mismo tiempo, colocar datos en él. La mayoría de las arquitecturas de bus requieren que sus dispositivos sigan un protocolo de arbitraje
cuidadosamente diseñado para que la probabilidad de contención sea insignificante. Sin embargo, cuando los dispositivos del bus tienen errores lógicos, defectos de fabricación o son conducidos más allá de sus velocidades de diseño, el arbitraje puede romperse y puede dar lugar a la contención. La contención también puede surgir en los sistemas que tienen un mapeo de memoria programable y cuando se escriben valores ilegales en los registros que controlan el mapeo.
La contención puede producir una operación errónea, y en casos muy raros, daños en el hardware, como ser el recalentamiento del cableado del bus.
La contención de bus es a veces contrarrestada mediante el uso de búfers en la salida de los dispositivos. Sin embargo, se ha observado que la alta impedancia de un dispositivo todavía puede interferir con los valores de bus de otros dispositivos. En la actualidad, no existe una solución estándar para la contención de bus de datos entre los dispositivos de memoria, como la EEPROM y la SRAM.